# Ich knall euch ab!
Ich knall euch ab! (engl. Originaltitel: Give a Boy a Gun) ist ein Roman des unter dem Pseudonym Morton Rhue schreibenden US-amerikanischen Schriftstellers Todd Strasser, von dem auch der Roman Die Welle stammt. In den USA erschien der Roman am 1. September 2000, in deutscher Sprache im Jahr 2002.
Das Werk handelt von einem Amoklauf zweier Schüler, die von ihren Klassenkameraden gemobbt wurden. Es war der erste Roman zum Thema School Shooting, der nach dem Amoklauf an der Columbine High School (1999) veröffentlicht wurde. Die fiktive Handlung weist Ähnlichkeiten zum Columbine-Amoklauf auf, Rhue begann seine Recherchen für das Buch jedoch bereits, bevor sich dieser ereignete.

## Handlung
Die Schüler Gary Searle und Brendan Lawlor werden von Mitschülern, die in der sozialen Hierarchie der Schule über ihnen stehen, gemobbt. Die beiden Schüler entladen ihre angestauten Aggressionen in einem Amoklauf, bei dem sie einen Mitschüler und einen Lehrer anschießen. Schließlich erschießt sich Gary selbst und Brendan wird von Mitschülern überwältigt und ins Koma geprügelt.
Der Autor schreibt aus der Perspektive unterschiedlicher Personen, die in Kontakt zu den Amokläufern standen, jedoch geht es hauptsächlich um Kommentare dieser Menschen, die Garys Stiefschwester Denise Shirley zusammengetragen hat. So berichten neben den Eltern der beiden auch Klassenkameraden, ehemalige Freunde und Lehrer über ihre Eindrücke und Gedanken in Bezug auf Gary und Brendan.

## Erzählweise
Der Roman hat die Form einer literarischen Montage. Die Geschichte wird aus Perspektive eines Journalisten oder Ermittlers in Form von Zitaten, nachträglichen Stellungnahmen der Betroffenen, Chatprotokollen, E-Mails, Tagebucheinträgen sowie Abschiedsbriefen erzählt.

## Hauptpersonen
Gary Searle (Chatalias Dayzd) hat rötlich braune Haare, große runde Augen und ist etwas dicker. Seine Eltern sind geschieden und hatten zuvor sehr viel Streit. Nach der Scheidung seiner Eltern lebt er bei seiner überängstlichen und ständig besorgten Mutter Cynthia Searle, die durch einen Psychiater versucht hat, an die Probleme ihres Sohnes heranzukommen. Sein Vater meldet sich nie und zahlt auch keine Alimente, worüber Gary nie hinweggekommen ist. Eins seiner Hobbys ist Bauen/Basteln. Als Kind baute er LEGO Roboter und programmierte sie mit seinem Computer. Gary ist ein guter Schüler, intelligent und am Computer der Beste. Er ist geheimnisvoll, zeitweise ziemlich weggetreten, höflich, zuverlässig, aber sehr verschlossen. Bereits in der Grundschule wurde er aufgrund seines Übergewichts gehänselt. Mit seinem Abschiedsbrief will er ein Zeichen setzen und sagt, dass seine Entscheidung zu sterben nicht impulsiv getroffen hat. Er sieht in seinem Leben keinen Sinn mehr und verbringt viel Zeit vor dem Computer. Als ihm alles zu viel wird, nimmt er sich während des Amoklaufs durch einen Kopfschuss das Leben.
Brendan Lawlor (Chatalias TerminX) ist mittelgroß, sportlich und sehr dünn. Seine Eltern Tom und Samantha Lawlor sind freundlich, nett und hilfsbereit. Brendans Eltern können das Verhalten ihres Sohnes nicht nachvollziehen, versuchen aber, damit alleine fertigzuwerden. Brendan ist ein lauter, aber sehr guter, zuverlässiger Schüler. Er ist intelligent, launisch, schlagfertig, immer ein wenig nervös und misstrauisch. Er hat ein großes Problem mit Ungerechtigkeiten und lässt sich nichts gefallen. Ansonsten ist er ein guter Sportler und Läufer, er liebt Videospiele, vor allem Doom. Bevor er an diese Schule kam, lebte er in Springfield (das nicht verortet wird). Er wollte nicht nach Middletown umziehen und gliedert sich daher nur schwer in die Schule ein. Sein Ziel mit dem Amoklauf war, sich an seinen Peinigern zu rächen, er war derjenige, der Garry überzeugt hat den Amoklauf mit ihm zu machen. Brendan schoss einen Lehrer( Allen Curry) und Sam Flach an. Brendan tötete niemanden. Nach dem Amoklauf liegt er im Koma, da er durch sich befreiende Geiseln schwer am Gehirn verletzt wurde. Ein Gericht muss entscheiden, ob die lebenserhaltenden Apparate abgeschaltet werden.
Allison Findley (Chatalias Blkchokr): Eine Außenseiterin und die on-off Freundin von Gary. Sie hat auch oft mit den beiden rumgehangen und viele Abenteuer erlebt sowie das betrunkene Autofahren, manchmal war sie auch erschrocken über ihre Denkweise, ebenfalls war sie geschockt, als sie bemerkte, dass die beiden vorhatten, bei dem Amoklauf alle umzubringen. Obwohl Gary ihr gesagt hatte, sie solle nicht zum Abschlussball gehen, hat sie sich an dem Abend des Amoklaufes gegen die beiden gestellt und wollte sie dazu bringen, aufzuhören. Sie denkt die beiden sind keine Monster, denn Gary brachte nur sich selbst um und Brendan schoss einen Lehrer( Allen Curry) und Sam Flach an. Brendan tötete niemanden.
Dustin Williams: Brendans Nachbar in Middletown und Footballspieler afrikanischer Abstammung. Er steht dem ganzen neutral gegenüber. Er hatte immer mal wieder was mit Brendan zu tun, konnte ihn und seine Denkweise aber nicht verstehen. Ihm kam Brendan merkwürdig vor.
Sam Flach: Ein Footballspieler, der vor allem Brendan gedemütigt und schikaniert hat. Er hat Brendan mit Kleinigkeiten Tag für Tag terrorisiert. Auf ihn hatte Brendan den größten Hass. Am Abend des Amoklaufes hat Brendan ihm in beide Knie geschossen, damit er niemals mehr Football spielen konnte, weil sich Sam durch den Sport so groß und toll gefühlt hatte, dass er andere terrorisiert hat, die seiner Meinung nach etwas schlechteres waren als er.

## Nebenpersonen
- Chelsea Baker: Eine neue Mitschülerin. Diese hat sich gut eingefunden an der Middletown Highschool, merkt jedoch bald, wie schwierig es ist, populär an dieser Schule zu sein. Da sie mit Dustin Williams zusammen ist (dieser ist ein Footballspieler), ist sie relativ beliebt geworden.

- Beth Bender: Vertrauenslehrerin. Sie hat gewusst, dass mit Brendan etwas nicht stimmte, doch er wollte nicht mit ihr sprechen und so hat sie die Sache fallen gelassen und sich um die anderen Schüler gekümmert, die freiwillig mit Problemen zu ihr kamen. Sie hätte nachhaken müssen, weil sie doch gemerkt hat, dass es Brendan nicht gut geht. Am Abend des Amoklaufs versucht sie Brendan und Gary umzustimmen.

- Brett Betzig: Freund von Brendan in Springfield.

- Deirdre Bunson: Eine mit Sam Flach befreundete Cheerleaderin. Sie und Sam Flach waren die „Anführer“ der Sportler / Cheerleader, auch sie hat nur Leute geachtet, die Sportler oder Cheerleader oder in einer der angesagten Cliquen waren.

- Paul Burns: Footballspieler; befreite sich, da die Handschellen nicht fest waren. Befreite dann Dustin Williams und andere Geiseln.

- Ryan Clancy (Chatalias Rebooto[6]): Ein guter Freund von Gary und Brendan, ist ebenfalls ein Außenseiter. Er war der beste Freund von Gary, bis Brendan nach Middletown zog. Er war oft mit Gary und Brendan unterwegs, wusste von Problemen, die sie hatten, hat aber nicht gewusst, dass sie so weit gehen würden.

- Kit Conner: Nachbar von Brendans Familie in Springfield.[8]

- Allen Curry: Schulleiter; er hat nicht ganz mitbekommen, was an seiner Schule los ist; er hat die Sportler unterstützt und auch wenn er wusste, dass es falsch ist, was sie mit den anderen Mitschülern machen, doch er wollte nicht, dass die Stadt ihn nicht mochte oder er vom Sportlehrer, den Eltern der Sportler, seinen Schülern und anderen Lehrern blöd angeguckt wurde, wenn er Sportler nachsitzen lässt. Ihm wurde am Abend des Abschlussballs in die Brust geschossen, er überlebte jedoch.

- F. Douglas Ellin: Junger Biologielehrer an der Highschool. Er meint, dass er alles, was an der Schule passiert, unter den Schülern biologisch erklären könnte und dass alles ganz normal sei, und man da erst, wenn es ganz schlimm werden würde, eingreifen müsste.

- Dick Flanagan: Englischlehrer der 9. Klasse.

- Emily Kirsch: Freundin von Brendan. Sie hatte nicht mehr so viel mit den beiden zu tun. Sie war keine Außenseiterin mehr, sie hatte immer mal wieder etwas mit den Cliquen der Schule zu tun und war von Brendan gewarnt worden, nicht auf den Abschlussball zu gehen, auf dem der Amoklauf stattfand, aber sie wusste nichts davon. Ohne sie wären wahrscheinlich mehr bei dem Amoklauf gestorben.

- Stuart McEvoy: Garys Lehrer in der 6. Klasse an der Mittelschule Middletown.

- Jack Phillips: Nachbar Brendans. Ein Waffennarr.[9]

- Denise Shipley: Denise Shipley ist die Stiefschwester von Gary, die die im Buch zusammengefassten Kommentare zusammengestellt hat. Sie hat ihren Abschluss auch auf der Middletown Highschool gemacht, drei Jahre vor dem Amoklauf. Sie studiert zum Zeitpunkt des Amoklaufs seit zwei Jahren Journalismus. Im Buch übernimmt sie mehr oder weniger die Erzählerrolle.

## Rezensionen
Hans-Joachim Neubauer bescheinigte Rhue in seiner Rezension in der Frankfurter Allgemeinen Zeitung im Jahr 2002 angesichts des Amoklaufs von Erfurt „bedrückende Aktualität“ und nannte den Text ein „nüchternes, trauriges und spannendes Protokoll von Isolation, Verbitterung, Rache und Hass“.

### Ausgaben
- Morton Rhue: Ich knall euch ab! Ravensburger Buchverlag, Ravensburg 2002, ISBN 978-3-473-58172-6. (deutschsprachige Ausgabe)
- Morton Rhue: Give a Boy a Gun. Simon & Schuster, New York, NY 2000, ISBN 0-689-81112-8. (englischsprachiges Original)

### Sekundärliteratur
- Reddig-Korn/Maier: Materialien zur Unterrichtspraxis. Morton Rhue 'Ich knall euch ab'. Ravensburger Buchverlag, Ravensburg 2003, ISBN 3473981141
- Herforth, Maria-Felicitas: Morton Rhue: Ich knall euch ab! (Give a Boy a Gun). Königs Erläuterungen und Materialien (Bd. 429). Hollfeld: C. Bange Verlag 2005. ISBN 978-3-8044-1815-8